# Wahlkreis Dumfriesshire, Clydesdale and Tweeddale
| Dumfriesshire, Clydesdale and Tweeddale                    |
| ---------------------------------------------------------- |
| Dumfriesshire, Clydesdale and Tweeddale                    |
| Gebildet                                                   |
| 2005                                                       |
| Abgeordneter                                               |
| David Mundell (Conservative)                               |
| Regionen                                                   |
| Dumfries and Galloway, Scottish Borders, South Lanarkshire |

Dumfriesshire, Clydesdale and Tweeddale ist ein Wahlkreis für das Britische Unterhaus. Er wurde im Zuge der Wahlkreisreform 2005 aus den vormaligen Wahlkreisen Dumfriesshire, Clydesdale und Tweeddale, Ettrick and Lauderdale geschaffen. Dumfriesshire, Clydesdale and Tweeddale deckt Gebiete der Council Areas Dumfries and Galloway, Scottish Borders und South Lanarkshire mit den Städten Annan, Biggar, Gretna, Langholm, Lockerbie, Moffat und Peebles ab. Der Wahlkreis entsendet einen Abgeordneten.

## Wahlergebnisse

### Unterhauswahlen 2005
| Ergebnisse der Unterhauswahlen 2005 | Ergebnisse der Unterhauswahlen 2005 | Ergebnisse der Unterhauswahlen 2005 | Ergebnisse der Unterhauswahlen 2005 |
| Partei                              | Kandidat                            | Stimmen                             | %                                   |
| ----------------------------------- | ----------------------------------- | ----------------------------------- | ----------------------------------- |
| Conservative                        | David Mundell                       | 16.141                              | 36,2                                |
| Labour                              | Sean Marshall                       | 14.403                              | 32,3                                |
| Liberal Democrats                   | Patsy Kenton                        | 9046                                | 20,3                                |
| SNP                                 | Andrew Wood                         | 4075                                | 9,1                                 |
| Socialist                           | Sarah MacTavish                     | 521                                 | 1,2                                 |
| UKIP                                | Tony Lee                            | 430                                 | 1,0                                 |

### Unterhauswahlen 2010
| Ergebnisse der Unterhauswahlen 2010 | Ergebnisse der Unterhauswahlen 2010 | Ergebnisse der Unterhauswahlen 2010 | Ergebnisse der Unterhauswahlen 2010 | Ergebnisse der Unterhauswahlen 2010 |
| Partei                              | Kandidat                            | Stimmen                             | %                                   | ±                                   |
| ----------------------------------- | ----------------------------------- | ----------------------------------- | ----------------------------------- | ----------------------------------- |
| Conservative                        | David Mundell                       | 17.457                              | 38,0                                | +1,8                                |
| Labour                              | Claudia Beamish                     | 13.263                              | 28,9                                | −3,4                                |
| Liberal Democrats                   | Catriona Bhatia                     | 9080                                | 19,8                                | −0,5                                |
| SNP                                 | Aileen Orr                          | 4945                                | 10,8                                | +1,7                                |
| UKIP                                | Douglas Watters                     | 637                                 | 1,4                                 | +0,4                                |
| Green                               | Alis Ballance                       | 510                                 | 1,1                                 | +1,1                                |

### Unterhauswahlen 2015
| Ergebnisse der Unterhauswahlen 2015 | Ergebnisse der Unterhauswahlen 2015 | Ergebnisse der Unterhauswahlen 2015 | Ergebnisse der Unterhauswahlen 2015 | Ergebnisse der Unterhauswahlen 2015 |
| Partei                              | Kandidat                            | Stimmen                             | %                                   | ±                                   |
| ----------------------------------- | ----------------------------------- | ----------------------------------- | ----------------------------------- | ----------------------------------- |
| Conservative                        | David Mundell                       | 20.759                              | 39,8                                | +1,8                                |
| SNP                                 | Aileen Orr                          | 19.961                              | 38,3                                | +27,5                               |
| Labour                              | Archie Dryburgh                     | 7711                                | 14,8                                | −14,1                               |
| UKIP                                | Kevin Newton                        | 1472                                | 2,8                                 | +1,4                                |
| Liberal Democrats                   | Amanda Kubie                        | 1392                                | 2,7                                 | −17,1                               |
| Green                               | Jody Jamieson                       | 839                                 | 1,6                                 | +0,5                                |

### Unterhauswahlen 2017
| Ergebnisse der Unterhauswahlen 2017 | Ergebnisse der Unterhauswahlen 2017 | Ergebnisse der Unterhauswahlen 2017 | Ergebnisse der Unterhauswahlen 2017 | Ergebnisse der Unterhauswahlen 2017 |
| Partei                              | Kandidat                            | Stimmen                             | %                                   | ±                                   |
| ----------------------------------- | ----------------------------------- | ----------------------------------- | ----------------------------------- | ----------------------------------- |
| Conservative                        | David Mundell                       | 24.177                              | 49,4                                | +9,6                                |
| SNP                                 | Mairi McAllan                       | 14.736                              | 30,1                                | −8,2                                |
| Labour                              | Douglas Beattie                     | 8102                                | 16,5                                | +1,9                                |
| Liberal Democrats                   | John Ferry                          | 1949                                | 4,0                                 | +1,3                                |

### Unterhauswahlen 2019
| Ergebnisse der Unterhauswahlen 2019 | Ergebnisse der Unterhauswahlen 2019 | Ergebnisse der Unterhauswahlen 2019 | Ergebnisse der Unterhauswahlen 2019 | Ergebnisse der Unterhauswahlen 2019 |
| Partei                              | Kandidat                            | Stimmen                             | %                                   | ±                                   |
| ----------------------------------- | ----------------------------------- | ----------------------------------- | ----------------------------------- | ----------------------------------- |
| Conservative                        | David Mundell                       | 22.611                              | 46,0                                | −3,4                                |
| SNP                                 | Amanda Burgauer                     | 18.830                              | 38,3                                | +8,2                                |
| Labour                              | Nick Chisholm                       | 4172                                | 8,5                                 | −8,0                                |
| Liberal Democrats                   | John Ferry                          | 3540                                | 7,2                                 | +3,2                                |